# Dióxido de zircónio
Dióxido de zircónio (português europeu) ou zircônio (português brasileiro) é o composto de fórmula química ZrO2. Também conhecido  como zircônia (não deve ser confundido com zircão), é um óxido de zircônio branco cristalino. A sua forma mais natural, com uma estrutura cristalina monoclínica, principal componente do mineral Baddeleíta. Pode ser utilizado para sintetizar a zircônia cúbica em várias cores para uso como uma pedra preciosa, ou como um simulador de diamante em joias.

## Produção, ocorrência e propriedades químicas
A zircônia pode ser produzida pela calcinação de compostos de zircônio, explorando sua alta estabilidade térmica, embora possa ser extraída na sua forma pura da natureza.

### Estrutura
São conhecidas três fases: monoclínicas <1,170 ° C, 1,170-2,370 ° C tetraglionais e cúbicas> 2,370 ° C. A tendência é a maior simetria a temperaturas mais elevadas, como é geralmente o caso. A presença de óxidos de cálcio ou ítrio estabilizam a fase cúbica.

### Reatividade
O óxido é quimicamente inerte. É atacado lentamente por ácido fluorídrico concentrado na presença de ácido sulfúrico. Quando aquecido na presença de carbono, converte-se em carboneto de zircónio. Quando aquecido com carbono na presença de cloro, ele se converte em tetracloreto de zircônio. Esta conversão é a base para a purificação de zircônio metálico e é análoga ao processo Kroll.

## Usos
O principal uso da zircônia é na produção de cerâmica, podendo possuir outros usos, incluindo como revestimento protetor sobre partículas de pigmentos de dióxido de titânio, como material refractário, em isolamentos e esmaltes. A zircônia estabilizada é utilizada em sensores de oxigênio em membranas de células de combustível, uma vez que possui a capacidade de permitir que os íons de oxigênio se movam livremente através da estrutura cristalina à altas temperaturas. Esta alta condutividade iónica (e uma baixa condutividade eletrônica) torna suas eletro-cerâmicas uma das mais úteis para esse fim.
Pode também ser usada como precursor do Titanato zirconato de chumbo, um dielétrico encontrado em inúmeros componentes eletrônicos.